# Эстанкарбон
Эстанкарбо́н (фр. Estancarbon, окс. Estanhcarbon) — коммуна во Франции, находится в регионе Юг — Пиренеи. Департамент — Верхняя Гаронна. Входит в состав кантона Сен-Годенс. Округ коммуны — Сен-Годенс.
Код INSEE коммуны — 31175.

## География

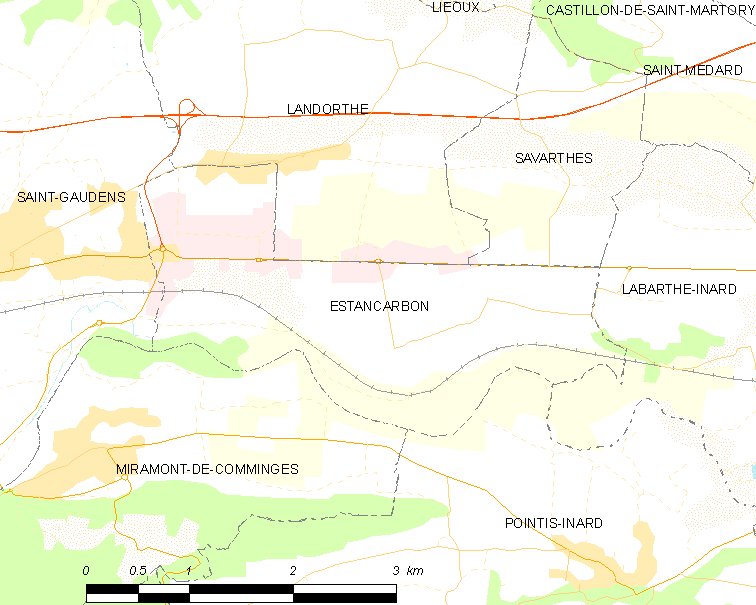
Карта коммуны

Коммуна расположена приблизительно в 650 км к югу от Парижа, в 80 км к юго-западу от Тулузы.
На юге коммуны протекает река Гаронна.

## Климат
Климат умеренно-океанический. Зима мягкая и снежная, весна характеризуется сильными дождями и грозами, лето сухое и жаркое, осень солнечная. Преобладают сильные юго-восточные и северо-западные ветры.

## Население
Население коммуны на 2010 год составляло 579 человек.
| 1962 | 1968 | 1975 | 1982 | 1990 | 1999 | 2010 |
| ---- | ---- | ---- | ---- | ---- | ---- | ---- |
| 314  | 313  | 398  | 465  | 509  | 530  | 579  |

## Администрация
| Период | Период | Фамилия          | Партия                  | Примечания |
| ------ | ------ | ---------------- | ----------------------- | ---------- |
| 2001   | 2008   | Жан-Клод Мадамур |                         |            |
| 2008   | 2020   | Жан-Поль Фабе    | Социалистическая партия |            |

## Экономика
В 2010 году среди 362 человек трудоспособного возраста (15—64 лет) 261 были экономически активными, 101 — неактивными (показатель активности — 72,1 %, в 1999 году было 63,2 %). Из 261 активных жителей работали 238 человек (124 мужчины и 114 женщин), безработных было 23 (13 мужчин и 10 женщин). Среди 101 неактивных 26 человек были учениками или студентами, 53 — пенсионерами, 22 были неактивными по другим причинам.

## Достопримечательности
- Церковь Нотр-Дам